# Мардефельд, Густав фон
Барон Густав фон Мардефельд (Мардефельт; нем. Gustav von Mardefeld; 1664 — 6 декабря 1729 или 1729, Померания) — прусский посол в России (1717—1728) и художник-миниатюрист, андреевский кавалер (1726), автор предполагаемого  изображения Абрама Ганнибала.

## Биография
Родился в 1664 году в семье шведского военачальника Конрада фон Мардефельда (1610–1688). Конрад фон Мардефельд был уроженцем Гельдерна, немецкого города с сильным голландским влиянием; настоящая фамилия его была Маэсберг; по вероисповеданию он, как и сын, был протестантом-реформатом. Из числа других сыновей Конрада, Арвид Аксель Мардефельт (1655—1708) остался в Швеции и дослужился до генерала.
Густав фон Мардефельд получил образование в Германии, совершил путешествие по Франции, а затем вновь отправился в Германию, где решил остаться. В 1711 году он поступил на прусскую службу, и уже в следующем году был третьим по старшинству членом депутации курфюршества Бранденбург на церемонии выборов императора Священной Римской империи. В том же году получил прусское придворное звание камергера, кроме того, был подтверждён прусским королём в баронском достоинстве, которое в Швеции получил его отец. 
В 1717 году король Пруссии Фридрих Вильгельм I отправил фон Мардефельда послом в Россию. В России в качестве дипломата он не только укрепил отношения с Пруссией, которая в ходе Северной войны оставалась сравнительно нейтральной, но и принимал участие в работе Аландского конгресса, на котором вырабатывались условия прекращения военных действий Северной войны. 
Как и один из его предшественников, фон Принцен, также протестант-реформат, Мардефельд начиная с 1722 года просил короля об отзыве из России, поскольку его здоровье «было подорвано распутным образом жизни этой страны» (имелся в виду, разумеется, образ жизни, принятый при дворе Петра Великого в Санкт-Петербурге). Однако, король не отреагировал на его просьбу, и Мардефельд оставался послом в России еще шесть лет, пока в 1728 году его не сменил на этой должности племянник, Аксель фон Мардефельд. 
В 1726 году был награждён императрицей Екатериной I орденом Андрея Первозванного. 
Скончался в 1729 году в Померании.

## Отзывы современников
Густав фон Мардефельд был талантливым художником-любителем, что подтверждает в своём отчете его коллега, испанский посол герцог Лирия, ревностный католик. В документе, озаглавленном «Характеристики лиц, бывших при русском дворе», и не предназначавшемся для широкого распространяя, герцог писал (перевод характеристики, первоначально сделанный в XIX столетии, осовременен):

Барон Мардефельд-старший был десять лет прусским послом в России; он был очень умён, отлично рисовал, очень хорошо играл на лютне, и мог бы считаться любезным и приятным в обществе человеком, если бы всё это не затемнялось множеством его недостатков. Душа в нем была такая корыстолюбивая, что он из-за денег готов был на всё. Религии в нем не было никакой (!), и, несмотря на это, он был непримиримый враг католицизма. Мне не случалось видеть человека, который бы так был уверен в успехе всего, чего ни пожелает (...). Он был зол и лжив, не способен делать никому добра, но очень склонен наделать много зла (...). Самолюбие его было ужасно, и ему ничто не казалось хорошим, кроме того, что было сделано или им самим, или его сторонниками. В то же время, он был любезный повеса, любивший забавляться и хорошо покушать.
— Герцог Лирия. Характеристики лиц, бывших при русском дворе

## Работы Густава фон Мардефельда

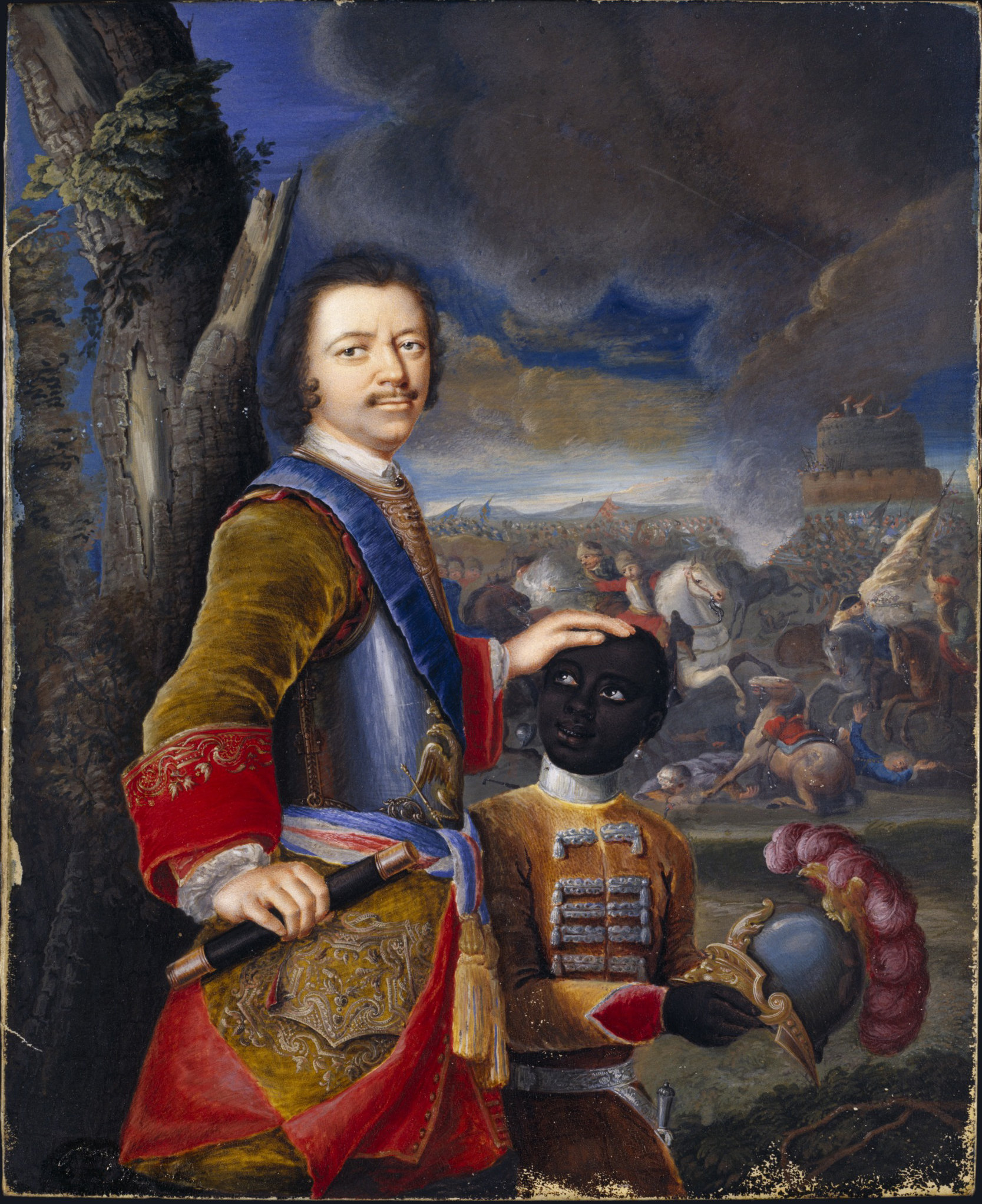
Портрет Петра Великого с арапчонком (Абрамом Ганнибалом?). Музей Виктории и Альберта, Лондон
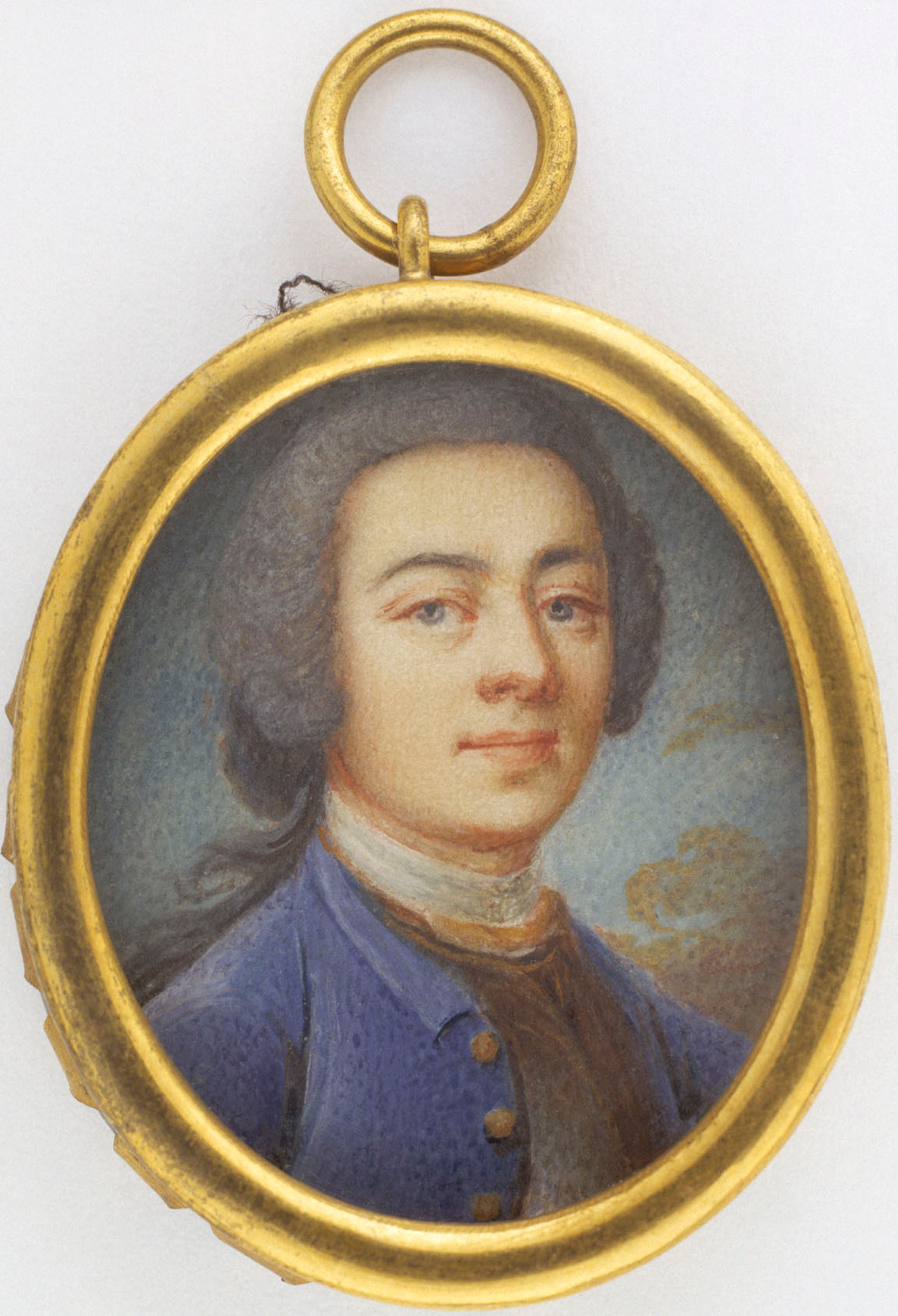
Портрет неизвестного, Финская национальная галерея
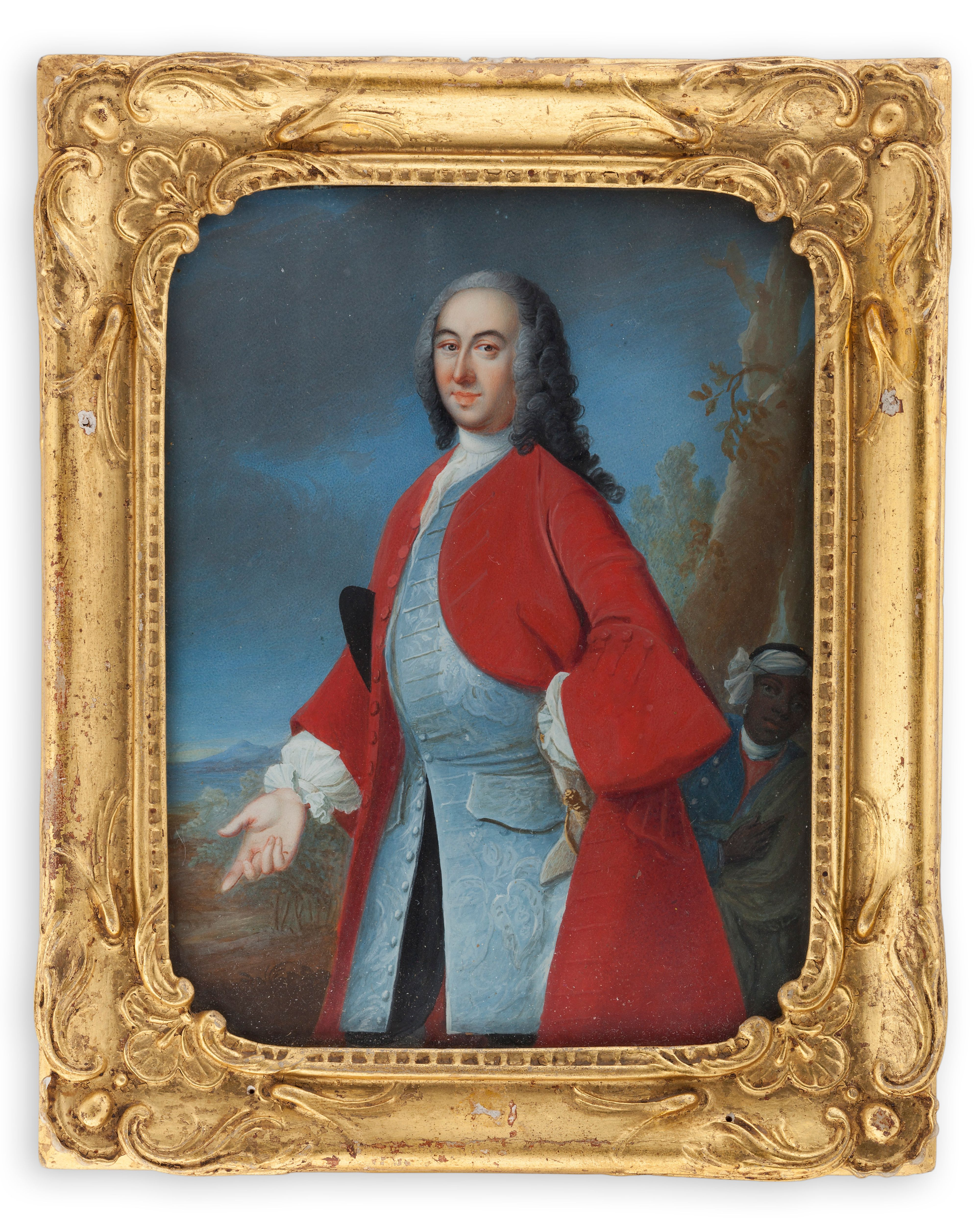
Портрет шведского почт-директора Кристиана Вёльшова, Финская национальная галерея
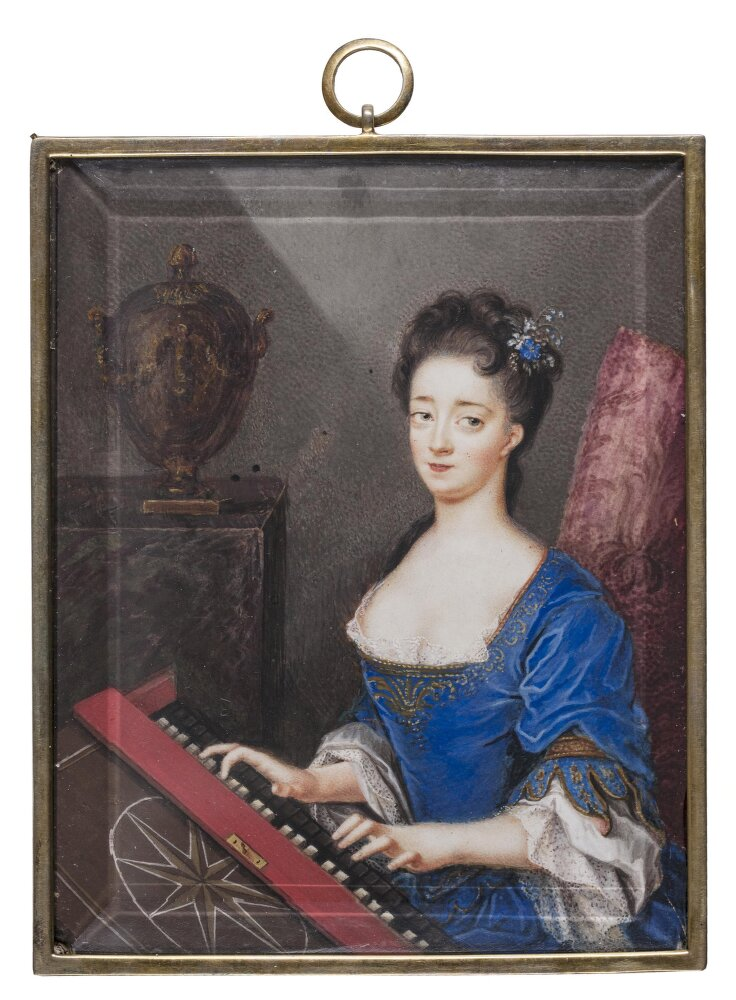
Портрет неизвестной девушки за клавесином, Национальный музей Швеции, Стокгольм